# Paranhos da Beira
Paranhos da Beira es una freguesia portuguesa del concelho de Seia, con 21,01 km² de superficie y 1.714 habitantes (2001). Su densidad de población es de 81,6 hab/km².